# Oh! You East Lynn!
Oh! You East Lynn! è un cortometraggio muto del 1919 scritto e diretto da J.A. Howe.

## Produzione
Il film fu prodotto dalla Century Comedies (Century Film).

## Distribuzione
Distribuito dall'Universal Film Manufacturing Company, il film - un cortometraggio in due bobine - uscì nelle sale cinematografiche USA il 15 novembre 1919.